# 羅蘭帕克 (堪薩斯州)
羅蘭帕克（英語：Roeland Park）是一個位於美國堪薩斯州約翰遜縣的城市。

## 地方資料
根據2020年美國人口普查的數據，羅蘭帕克的面積為4.19平方千米，當中陸地面積為4.19平方千米，而水域面積為0.00平方千米。當地共有人口6871人，而人口密度為每平方千米1,639.86人。